# Tunel Las Raíces
Tunel Las Raíces (špa. Túnel Las Raíces) je cestovni tunel u Čileu.
To je najdulji od nekoliko tunela u južnim Andama i drugi je najduži u Južnoj Americi (nakon inauguracije 4600 metara dugog tunela Fernando Gómez Martínez u Kolumbiji). Nalazi se na oko 700 kilometres južno od Santiaga de Chilea na asfaltiranoj cesti 181-CH koja povezuje grad Temuco s prijevojem Pino Hachado prema Argentini. Kao takav, tunel služi kao veza između Tihog i Atlantskog oceana, od Lebua u Čileu do Bahía Blance u Argentini. Dug je 4,528 mmetara, nalazi se na nadmorskoj visini od 1010 m, a svečano je otvoren 1939.
Ovaj tunel dopušta samo jednosmjerni promet, koji je reguliran naplatnom postajom na kojoj se naplaćuje naknada od 400 pesosa (0.53 USD) po automobilu. Njegov prosječni promet je oko 450 vozila dnevno, uključujući neke teške kamione s gorivom koji dolaze iz Argentine. Alternativa ovom tunelu je stari slikoviti makadamski put Cuesta de Las Raíces koji se vodi prema sjeveru oko 5 km prije zapadnog ili 11 km prije istočnog ulaza.
Studije izvodljivosti počele su 1911., a konačni nacrti bili su spremni 1929. Gradnja je započela 1930. godine i trajala je osam godina, a uloženo je više od 32 milijuna tadašnjih čileanskih pezosa. Visok je 4.2 metra, a širok 5.6 metara. Željeznica od Púa do Lonquimaya prometovala je kroz njega od 1956. do 1990-ih.

## Vanjske poveznice
|  | Zajednički poslužitelj ima još gradiva o temi Tunel Las Raíces |